# Tomasz Jodłowiec
Tomasz Jodłowiec (født 8. september 1985 i Żywiec, Polen) er en polsk fodboldspiller, der spiller som Midtbanespiller i Legia Warszawa.

## Titler
- Ekstraklasa: 3
  - 2012/13, 2013/14, 2015/16 med Legia Warszawa

- Polsk Pokalturnering: 4
  - 2006/07 med Dyskobolia Grodzisk Wielkopolski
  - 2012/13, 2014/15, 2015/16 med Legia Warszawa